# Johann Albert von Rosenberg-Lipinsky
Johann Albert von Rosenberg-Lipinsky (* 8. April 1797 in Gutwohne, Landkreis Oels; † 28. Februar 1881 in Breslau) war ein deutscher Agrarwissenschaftler und Landschaftsdirektor und gilt als Begründer der modernen Bodenkultur und Gründüngung.

## Leben
Johann Albert von Rosenberg-Lipinsky war der Sohn des Landesältesten Ernst Moritz von Rosenberg-Lipinsky und besuchte die Schule in Breslau. Nach zwei Jahren bei dem Militär widmete er sich der Landwirtschaft. 1839 wurde er Landesältester und später Kreisdeputierter und Kreisverordneter. 1843 wurde er zum Landschaftsdirektor für das Gebiet Oels-Militsch gewählt und bekleidet diese Stellung bis in das Jahr 1873. 1844 gab er die erste Auflage seines Werkes über den praktischen Ackerbau im Eduard Trewendt Verlag heraus. 1862 schrieb er einen zweiten Band, welcher lange Zeit als bestes Buch über den praktischen Ackerbau gegolten hat.